# Плутанина в кінотеатрі
Плутанина в кінотеатрі (англ. Luke's Movie Muddle) — американська короткометражна кінокомедія режисера Хела Роача 1916 року.

## Сюжет
Одинокий Люк працює в кінотеатрі одночасно касиром, контролером і директором.

## У ролях
- Гарольд Ллойд — Одинокий Люк

- Бебе Деніелс
- Снуб Поллард
- Чарльз Стівенсон
- Біллі Фей
- Фред С. Ньюмейер